# Washingtonski NLO incident
Washingtonski NLO incident, naziv za niz neobjašnjivih fenomena koji su se odvijali na nebu iznad grada Washingtona i u njegovoj neposrednoj okolici, u razdoblju od 12. do 29. srpnja 1952. godine. Najveći publicitet dobili su događaji koji su se odvili u dva uzastopna vikenda; 19. – 20. srpnja i 26. – 27. srpnja. Incidenti su izazvali popriličnu zabrinutost političkih, vojnih i obavještajnih struktura u SAD-u, budući da su viđeni i prijavljivani od strane svjedoka i registrirani radarima brojni nepoznati leteći objekti koji su se sumanuto kretali po zoni zabrane leta, iznad Bijele kuće, Kongresa i Pentagona. Vidjeli su ih i vojni piloti poslani na intervenciju i tisuće ljudi s tla, a snimke neobičnih letećih predmeta iznad Washingtona i danas spadaju među najpoznatije fotografije takvih fenomena.
Godine 1952., neobični događaji na nebu iznad Washingtona, počeli su se događati 12. srpnja. Radari su zabilježili sedam NLO-a koji su kružili nad zonom zabrane letenja. Kretali su se brzinom između 160 i 200 km/h, da bi iznenada dva objekta ubrzala do nevjerojatne brzine i nestala s radara. Objekti su, također zabilježeni i na radarima obližnje vojne zračne baze Andrews te je izmjereno da su neki od tih objekata jurili brzinom od 12.000 km/h. Uskoro su i piloti putničkih zrakoplova počeli prijavljivati zračnoj kontroli da ih slijede neobične letjelice, a viđene su i golim okom s tla.
Tjedan dana kasnije, 26. srpnja u 21:15 radari su opet registrirali NLO-e, a vidjela su ih istovremeno i civilni piloti u četiri navrata. Tijekom noći, radari su zabilježili od deset do dvanaest NLO-a nad Washingtonom. Poslana su dva vojna zrakoplova F-94 da ih presretnu, ali objekti su bili iznenada nestali. Nedugo potom, stigla je prijava o viđenju žarkih svjetala na nebu "koja su rotirala i mijenjala boje". Ponovno su bili dignuti zrakoplovi, čak je bio uspostavljeni i vizualni kontakt, ali u trenutku kada su se zrakoplovi približili nepoznatim objektima, oni su ponovno nestali, "kao da je netko ugasio žarulju".
Dana 27. srpnja u 21:00 osoblje i pripadnici zračnih snaga vidjeli su veliki okrugli objekt koje je izgledao kao zalazeće Sunce i lebdio iznad Kapitola. Poslije nekoliko minuta se zanjihao i odletio vertikalno te nestao iz vidokruga.
Ratno zrakoplovstvo SAD-a sazvalo je konferenciju u Pentagonu i objavilo da se veći dio tih viđenja može objasniti pogrešno prepoznatim prijateljskim zrakoplovima, prijevarama ili atmosferskim fenomenima. Do kraja 1952. godine bilo je prijavljeno 1501 viđenje NLO-a, a od toga je preko 300 ostalo nerazjašnjeno.